# Lijst van burgemeesters van Boornsterhem
Dit is een lijst van burgemeesters van de voormalige Nederlandse gemeente Boornsterhem in de provincie Friesland.

De gemeente ontstond op 1 januari 1984 door samenvoeging van de gemeenten Idaarderadeel, Rauwerderhem en Utingeradeel.

Per 1 januari 2014 hield de gemeente op te bestaan en werd het gebied verdeeld onder de aangrenzende gemeenten De Friese Meren, Heerenveen, Leeuwarden en Súdwest-Fryslân.
| Ambtsperiode                      | Naam burgemeester           | Leven     | Partij of stroming | Bijzonderheden |
| --------------------------------- | --------------------------- | --------- | ------------------ | -------------- |
| 1 januari 1984 - 1 september 1992 | Bernard (B.G.) Holtrop      | 1943-1993 | PvdA               |                |
| 1 december 1992 - 1 januari 2005  | Ype (Y.) Dijkstra           | *1944     | PvdA               |                |
| 1 januari 2005 - 15 april 2005    | Gerrit Jan (G.J.) Polderman | 1947-2017 | VVD                | Waarnemend.    |
| 15 april 2005 - 1 maart 2009      | Ella (P.) Schadd-de Boer    | *1949     | PvdA               |                |
| 1 maart 2009 - 1 januari 2014     | Ton (T.) Baas               | *1946     | VVD                | Waarnemend.    |